# Delta IV

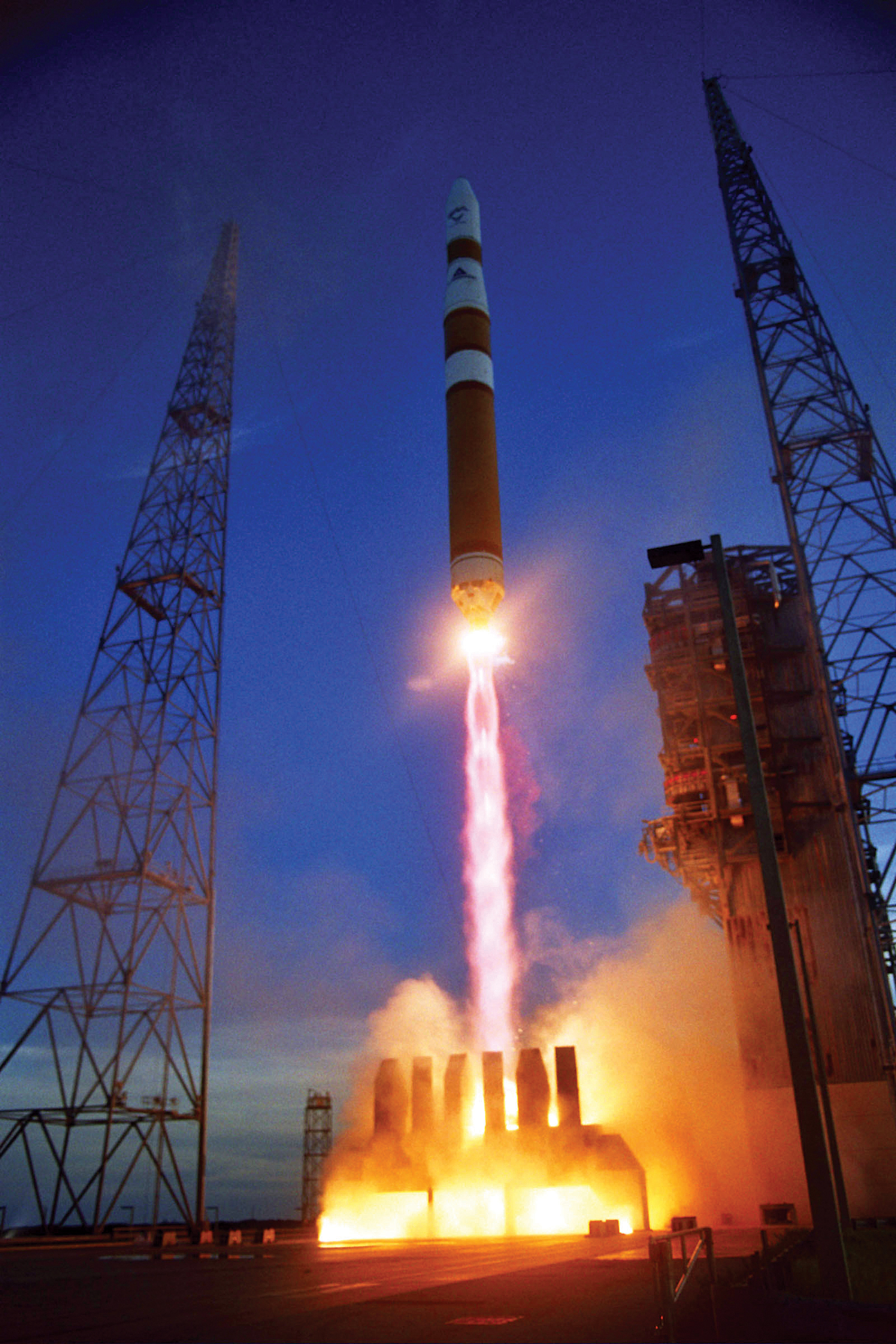
Um Delta IV III-B6.

O Delta IV, é um veículo de lançamento descartável de origem Norte americana em atividade. 
Ele usa motores projetados pela Divisão de Sistemas Integrados de Defesa da Boeing, e construídos na fábrica
da United Launch Alliance (ULA) em Decatur, no Alabama.
A montagem final é executada pela ULA nas instalações do Centro de lançamento correspondente.
O Delta IV é constituído por
- 1º Estágio: um Common Booster Core
- 2º Estágio: um Delta Cryogenic Second Stage
- Coifa protetora da carga útil em material composto, com algumas variantes, entre 4 e 5 metros de altura.

Variantes
- Delta IV Small
- Delta IV Medium
- Delta IV Heavy

## Histórico de lançamentos
| Voo   | Data                    | Plataforma de lançamento               | Carga                                                    | Resultado     | Notas |
| ----- | ----------------------- | -------------------------------------- | -------------------------------------------------------- | ------------- | --- |
| D-293 | 20 de novembro de 2002  | Plataforma SLC-37B de Cabo Canaveral   | Eutelsat W5                                              | Êxito         | Primeiro voo de um Delta IV. O modelo que voou foi um Delta IV M+(4,2). |
| D-296 | 11 de março de 2003     | Plataforma SLC-37B de Cabo Canaveral   | DSCS-3 A3 (USA-167)                                      | Êxito         | Delta IV M |
| D-301 | 29 de agosto de 2003    | Plataforma SLC-37B de Cabo Canaveral   | DSCS-3 B6 (USA-170)                                      | Êxito         | Delta IV M |
| D-310 | 21 de dezembro de 2004  | Plataforma SLC-37B de Cabo Canaveral   | DemoSat / 3CS-1 / 3CS-2                                  | Êxito parcial | Delta IV H. Primeiro voo da versão pesada. O estágio superior funcionou durante menos tempo do que o esperado, deixando o satélite de teste em uma órbita inferior à prevista. |
| D-315 | 24 de maio de 2006      | Plataforma SLC-37B de Cabo Canaveral   | GOES 13                                                  | Êxito         | Delta IV M+(4,2) |
| D-317 | 28 de junho de 2006     | Plataforma SLC-6 da Base de Vandenberg | Trumpet-F                                                | Êxito         | Delta IV M+(4,2) |
| D-320 | 4 de novembro de 2006   | Plataforma SLC-6 da Base de Vandenberg | DMSP-5D3 F17 (USA-191)                                   | Êxito         | Delta IV M |
| D-329 | 11 de novembro de 2007  | Plataforma SLC-37B de Cabo Canaveral   | DSP-23 (USA-197)                                         | Êxito         | Delta IV H |
| D-337 | 18 de janeiro de 2009   | Plataforma SLC-37B de Cabo Canaveral   | Orion 6 (USA-202, NROL-26)                               | Êxito         | Delta IV H |
| D-342 | 27 de junho de 2009     | Plataforma SLC-37B de Cabo Canaveral   | GOES 14                                                  | Êxito         | Delta IV M+(4,2) |
| D-346 | 6 de dezembro de 2009   | Plataforma SLC-37B de Cabo Canaveral   | WGS-3 (USA-211)                                          | Êxito         | Delta IV M+(5,4) |
| D-348 | 4 de março de 2010      | Plataforma SLC-37B de Cabo Canaveral   | GOES 15                                                  | Êxito         | Delta IV M+(4,2) |
| D-349 | 28 de maio de 2010      | Plataforma SLC-37B de Cabo Canaveral   | GPS-2F 1 (USA-213)                                       | Êxito         | Delta IV M+(4,2). |
| D-351 | 21 de novembro de 2010  | Plataforma SLC-37B de Cabo Canaveral   | Orion 7 (USA-223, NROL-32)                               | Êxito         | Delta IV H |
| D-352 | 20 de janeiro de 2011   | Plataforma SLC-6 da Base de Vandenberg | KH-11 15 (USA-224, NROL-49)                              | Êxito         | Delta IV H. |
| D-353 | 11 de março de 2011     | Plataforma SLC-37B de Cabo Canaveral   | Quasar 17 (USA-227, NROL-27)                             | Êxito         | Delta IV M+(4,2). |
| D-355 | 16 de julho de 2011     | Plataforma SLC-37B de Cabo Canaveral   | GPS-2F 2 (USA-232)                                       | Êxito         | Delta IV M+(4,2). |
| D-358 | 20 de janeiro de 2012   | Plataforma SLC-37B de Cabo Canaveral   | WGS-4 (USA-233)                                          | Êxito         | Delta IV M+(5,4). |
| D-359 | 3 de abril de 2012      | Plataforma SLC-6 da Base de Vandenberg | Topaz 2 (USA-234, NROL-25, FIA-Radar 2)                  | Êxito         | Delta IV M+(5,2). |
| D-360 | 29 de junho de 2012     | Plataforma SLC-37B de Cabo Canaveral   | Orion 8 (USA-237, NROL-15)                               | Êxito         | Delta IV H (aumentado) |
| D-361 | 4 de outubro de 2012    | Plataforma SLC-37B de Cabo Canaveral   | GPS-2F 3 (USA-239)                                       | Êxito         | Delta IV M |
| D-362 | 25 de janeiro de 2013   | Plataforma SLC-37B de Cabo Canaveral   | WGS-5 (USA-243)                                          | Êxito         | Delta IV M |
| D-363 | 8 de agosto de 2013     | Plataforma SLC-37B de Cabo Canaveral   | WGS-6 (USA-244)                                          | Êxito         | Delta IV M |
| D-364 | 28 de agosto de 2013    | Plataforma SLC-6 da Base de Vandenberg | KH-11 16 (USA-245, NROL-65)                              | Êxito         | Delta IV H |
| D-365 | 21 de fevereiro de 2014 | Plataforma SLC-37B de Cabo Canaveral   | GPS-2F 5 (USA-248)                                       | Êxito         | Delta IV M+ |
| D-366 | 17 de maio de 2014      | Plataforma SLC-37B de Cabo Canaveral   | GPS-2F 6 (USA-251)                                       | Êxito         | Delta IV M+ |
| D-368 | 28 de julho de 2014     | Plataforma SLC-37B de Cabo Canaveral   | GSSAP-1 (USA-253) / GSSAP-2 (USA-254) / ANGELS (USA-255) | Êxito         | Delta IV M+ |